# Dietético

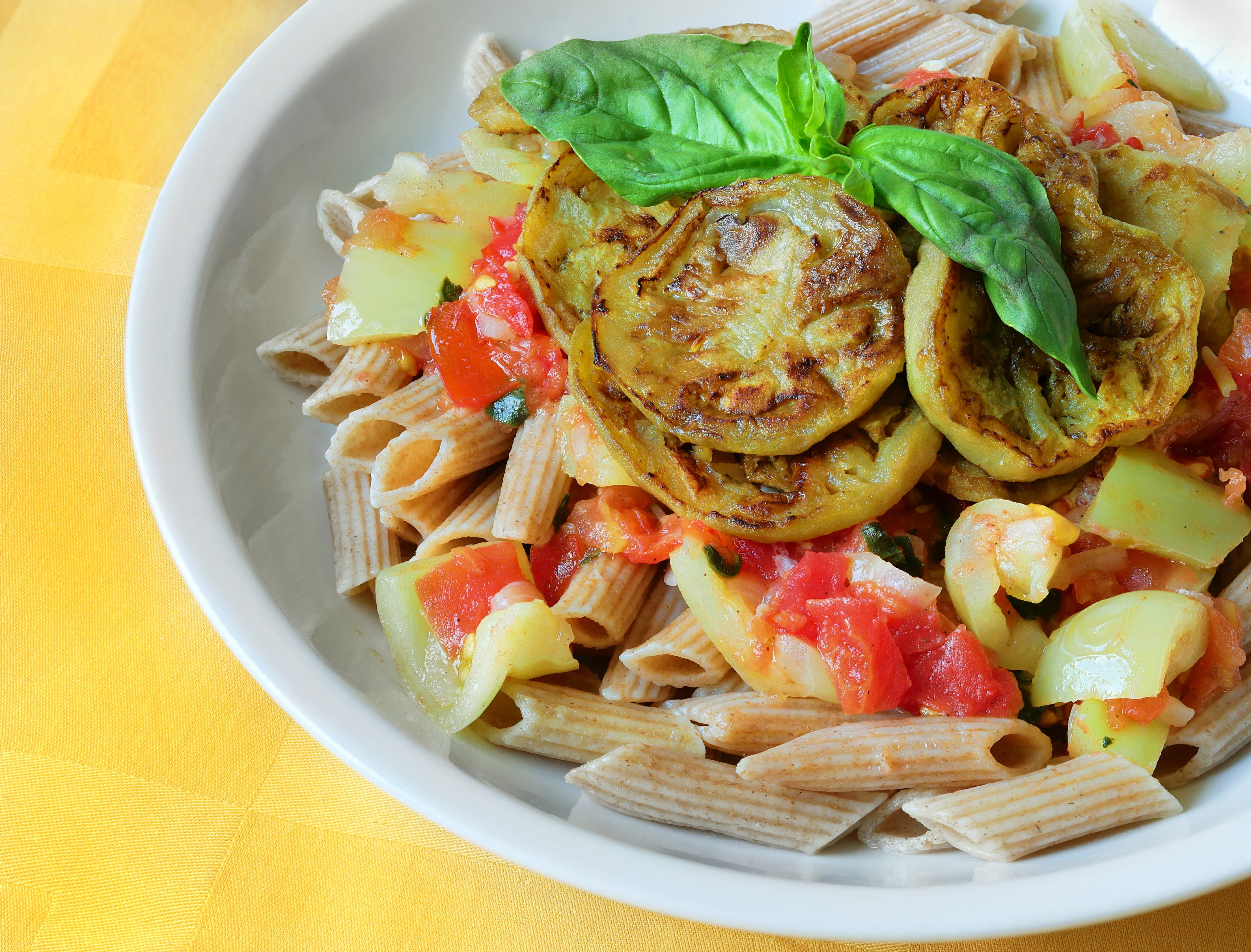
Penne com beringela e manjericão ao molho de tomate com iogurte. O prato faz parte do livro de receitas para mulheres com diabetes gestacional

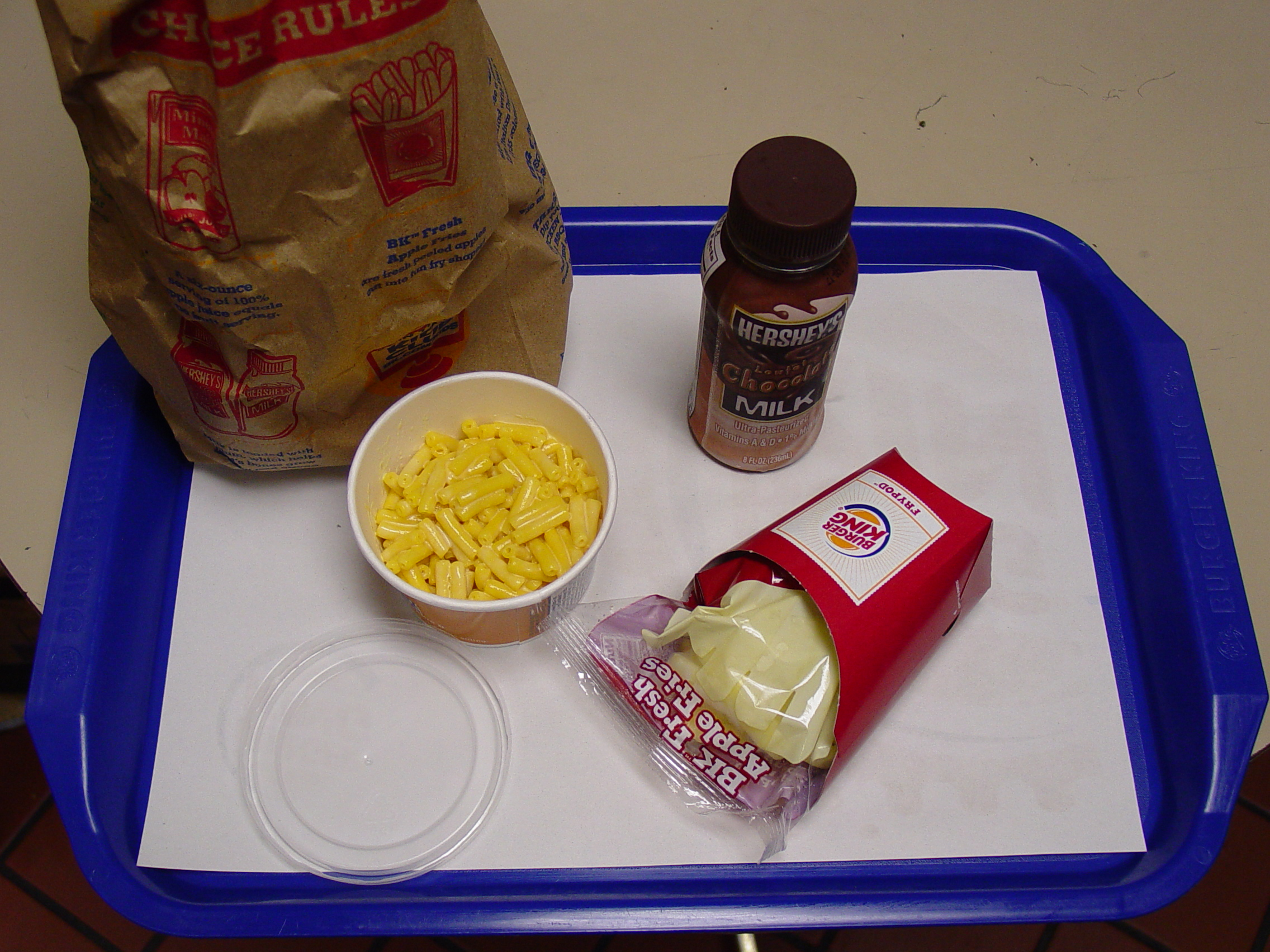
Uma refeição infantil "com baixo teor de gordura" do Burger King, com "fritas de maçã" substituindo as batatas fritas e uma porção de macarrão com queijo como prato principal

Alimentos dietéticos, ou diet, referem-se a qualquer alimento ou bebida cuja receita é alterada para reduzir a gordura, carboidratos e/ou açúcar, a fim de torná-lo parte de um programa ou dieta para perda de peso. Esses alimentos geralmente visam ajudar na perda de peso ou na mudança do tipo de corpo, embora os suplementos de musculação sejam projetados para aumentar o peso.

## Terminologia
Além de diet, outras palavras ou frases são usadas para identificar e descrever esses alimentos, incluindo light, zero caloria, baixa caloria, baixo teor de gordura, sem gordura e sem açúcar. Em algumas áreas, o uso desses termos pode ser regulamentado por lei. Por exemplo, nos Estados Unidos, um produto rotulado como "baixo teor de gordura" não deve conter mais de três gramas de gordura por porção; e para ser rotulado como "sem gordura" deve conter menos de 0,5 gramas de gordura por porção.

## Exemplo de alimentos com baixo teor de gordura
Os alimentos com baixo teor de gordura são aqueles que têm 30% de suas calorias ou menos de gorduras. Portanto, se um alimento contém menos de três gramas de gordura por cem calorias, é um alimento com baixo teor de gordura. Exemplos de produtos de cereais, grãos e massas são milho ou tortilhas de trigo integral, aveia, cracker, versões integrais de macarrão e pão pita. Exemplos de fontes de proteína são feijões, lentilhas, tofu, clara de ovo, atum e ervilhas. Por outro lado, os ácidos graxos polissaturados, como ômega 3 e ômega 6, podem ser benéficos para o corpo. Alimentos nutritivos são abacate, amêndoa, salmão, castanha de caju, sementes e nozes.

## Controvérsias
Em alimentos dietéticos que substituem o açúcar por substitutos de baixa energia alimentar, há alguma controvérsia baseada na possibilidade de que os substitutos do açúcar usados para substituir o açúcar sejam eles próprios prejudiciais. Os adoçantes artificiais têm sido objeto de intenso escrutínio por décadas, mas de acordo com o National Cancer Institute e outras agências de saúde, não há evidências científicas sólidas de que qualquer um dos adoçantes artificiais aprovados para uso no EUA causam câncer ou outros problemas graves de saúde. Numerosos estudos de pesquisa confirmam que os adoçantes artificiais são geralmente seguros em quantidades limitadas, mesmo para mulheres grávidas.
Em muitos alimentos com baixo teor de gordura e sem gordura, a gordura é substituída por açúcar, farinha ou outros ingredientes energéticos integrais, e a redução no valor energético dos alimentos é pequena, se houver.